# Perdiguero
Perdiguero (španělsky Pico Perdiguero, francouzsky Pic de Perdiguère) je hora v centrální části Pyrenejí, na španělsko-francouzské hranici. Je součástí horského masivu Maladeta-Posets. Je vzdálená necelých 15 kilometrů severozápadně od nejvyššího vrcholu Pyrenejí Pico de Aneto (3 404 m). Ve Francii leží v regionu Okcitánie, ve Španělsku v autonomním společenství Aragonie.
Perdiguero náleží s nadmořskou výškou 3 221 metrů mezi deset nejvyšších vrcholů Pyrenejí a Španělska.